# Confine tra Egitto e Sudan
Il confine tra l'Egitto e il Sudan descrive la linea di demarcazione tra i due stati. Ha una lunghezza di 1273 km.

## Tracciato
Il confine terrestre tra i due paesi segue essenzialmente il 22º parallelo nord. Inizia a ovest nella triplice frontiera Egitto-Libia-Sudan, all'incrocio con il meridiano 25° Est, che costituisce il confine tra Egitto e Libia a nord, quindi prosegue verso est lungo il parallelo in direzione del Mar Rosso.
Una volta raggiunto il Nilo, il confine si dirige bruscamente a nord. In questo sito, il corso del fiume risale per circa venti chilometri.
Ad est, appena oltre il meridiano di 33° est, il confine è controverso. Il piccolo territorio di Bir Tawil, situato a sud del parallelo, non è rivendicato da nessuno dei due paesi. Un territorio più vasto, il triangolo di Hala'ib, si trova a nord del confine ed è amministrato dall'Egitto, sebbene il Sudan lo rivendichi allo stesso modo.
Gli egiziani basano le loro pretese sul confine del 1899, al momento della creazione del condominio anglo-egiziano sul Sudan il cui confine seguiva il parallelo per tutta la sua lunghezza. I sudanesi fanno riferimento al confine del 1902, data in cui gli inglesi tracciarono un secondo confine amministrativo, che annetteva il triangolo di Hala'ib al Sudan. La regione è contesa tra i due paesi dalla loro indipendenza. A causa di questa disputa, il confine marittimo tra Egitto e Sudan non è definito nel Mar Rosso.

## Storia
Il 19 gennaio 1899, l'accordo tra il Chedivato d'Egitto e del Regno Unito per quanto riguarda il confine settentrionale con il Sudan anglo-egiziano impostò il confine lungo il 22º parallelo. Wadi Halfa è stata annessa al Sudan il 26 marzo 1899, al fine di fornire con un capolinea nord a un possibile collegamento ferroviario tra il Faras e Khartoum.
Il 25 luglio 1902, è stato creato un secondo confine amministrativo, al fine di facilitare la gestione delle tribù nomadi lungo il confine.
Il tratto occidentale del confine fu delimitato nel 1925 da un accordo tra il regno d'Egitto ed il regno d'Italia riguardo alla Libia. Quando il Sudan ottenne l'indipendenza nel 1956, l'Egitto riconobbe l'attuale triangolo di Hala'ib come parte del Sudan.